# Cinclidotus pachyloma
Cinclidotus pachyloma är en bladmossart som beskrevs av Ernest Stanley Salmon 1900. Cinclidotus pachyloma ingår i släktet Cinclidotus och familjen Cinclidotaceae. Inga underarter finns listade i Catalogue of Life.